# Бахты
Бахты (каз. Бақты) — село в Маканчинском районе Абайской области Казахстана. Административный центр и единственный населённый пункт Бахтинского сельского округа. Код КАТО — 636441100.

## Население
В 1999 году население села составляло 3236 человек (1640 мужчин и 1596 женщин). По данным переписи 2009 года в селе проживало 2511 человек (1247 мужчин и 1264 женщины).